# Gleislose Bahn Poprád–Ótátrafüred
| Wagen 1 und 3 In Tatra Szalloda, ca. 1905 |            |                |       |
| Streckenlänge: | 13,8 km    |                |       |
| Stromsystem: | 550 Volt = |                |       |
| Streckengeschwindigkeit: | 16 km/h    |                |       |
| |            |                |       |
| \| \| 0,0 \| Poprád \| 670 m \| \| \| 1,0 \| Felka \| 678 m \| \| \| 3,0 \| Nagyszalók \| 677 m \| \| \| 4,0 \| Alsóerdőfalva \| 760 m \| \| \| 10,0 \| Erdőalja \| 835 m \| \| \| 11,0 \| Alsótátrafüred \| 890 m \| \| \| 13,8 \| Ótátrafüred \| 990 m \| |            |                |       |
| U-Bahn-Kopfbahnhof Streckenanfang (Strecke außer Betrieb) | 0,0        | Poprád         | 670 m |
| U-Bahn-Haltepunkt / Haltestelle (Strecke außer Betrieb) | 1,0        | Felka          | 678 m |
| U-Bahn-Haltepunkt / Haltestelle (Strecke außer Betrieb) | 3,0        | Nagyszalók     | 677 m |
| U-Bahn-Haltepunkt / Haltestelle (Strecke außer Betrieb) | 4,0        | Alsóerdőfalva  | 760 m |
| U-Bahn-Haltepunkt / Haltestelle (Strecke außer Betrieb) | 10,0       | Erdőalja       | 835 m |
| U-Bahn-Haltepunkt / Haltestelle (Strecke außer Betrieb) | 11,0       | Alsótátrafüred | 890 m |
| U-Bahn-Kopfbahnhof Streckenende (Strecke außer Betrieb) | 13,8       | Ótátrafüred    | 990 m |

Die Gleislose Bahn Poprád–Ótátrafüred war ein Oberleitungsbus-Betrieb, im deutschen Sprachraum seinerzeit noch Gleislose Bahn genannt, im damaligen Oberungarn.

## Strecke

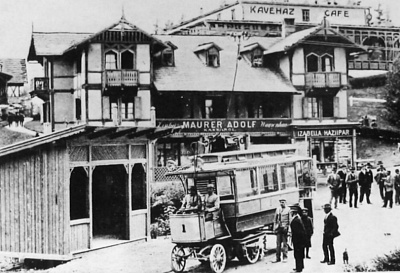
Wagen 1 am Endpunkt Ótátrafüred, 1905

Die 13,8 Kilometer lange Strecke verband die Stadt Poprád (Deutschendorf, heute: Poprad) mit dem über 300 Meter höher gelegenen Kurort Ótátrafüred (Altschmecks, heute: Starý Smokovec) in der Hohen Tatra.

## Geschichte
Die Anlage wurde am 2. August 1904 eröffnet, sie war der erste Oberleitungsbus-Betrieb Ungarns und gleichzeitig auch der erste auf dem Gebiet der heutigen Slowakei. Erbaut und betrieben wurde die Gleislose Bahn nach dem seltenen System Stoll des deutschen Unternehmers Carl Stoll aus Dresden. Für den Betrieb standen drei Wagen mit den Betriebsnummern 1, 2 und 3 zur Verfügung. Eine Besonderheit der Stoll-Fahrzeuge war der Aufbau nach dem Prinzip eines Sattelschleppers: Sie verfügten über eine zweiachsige Antriebseinheit, auf welche ein einachsiger Nachläufer aufgesetzt wurde. 
Insgesamt existierten nur vier Anlagen nach diesem System, neben der hier behandelten Strecke waren dies die Dresdner Haide-Bahn, die ebenfalls ungarische Gleislose Bahn Hermannstadt (sie wurde nur zwei Tage nach dem Betrieb in der Hohen Tatra eröffnet) sowie die Gleislose Bahn Niederschöneweide–Johannisthal bei Berlin. 
Wegen technischer Schwierigkeiten und einem wirtschaftlichen Engpass der Firma Carl Stoll musste die Obus-Strecke in der Hohen Tatra bereits im August 1906 wieder eingestellt werden (als letzte der vier Betriebe nach dem System Stoll). 1908 übernahm schließlich die Elektrische Tatrabahn die Bedienung der Strecke zwischen Poprád und Ótátrafüred.